# Сан Хосе де Гвадалупе, Сан Мартин де Гамон (Пануко де Коронадо)
Сан Хосе де Гвадалупе, Сан Мартин де Гамон (шп. San José de Guadalupe, San Martín de Gamón) насеље је у Мексику у савезној држави Дуранго у општини Пануко де Коронадо. Насеље се налази на надморској висини од 2100 м.

## Становништво
Према подацима из 2010. године у насељу је живело 5 становника.

### Хронологија
| Година       | 2000       | 2010 |
| ------------ | ---------- | ---- |
| Становништво | 16 (8 / 8) | 5    |

### Попис
| # | Индикатор                     | Вредност |
| - | ----------------------------- | -------- |
| 1 | Укупно домаћинстава           | 3        |
| 2 | Укупно насељених домаћинстава | 1        |
| 3 | Величина локације             | 1        |